# Effie Shannon
Effie Shannon (Cambridge, 13 maggio 1867 – Long Island, 24 luglio 1954) è stata un'attrice teatrale statunitense che lavorò anche per il cinema.

## Filmografia
- After the Ball, regia di Pierce Kingsley (1914)
- The Sphinx, regia di John G. Adolfi (1916)
- Her Boy, regia di George Irving (1918)
- Ashes of Love, regia di Ivan Abramson (1918)
- The Common Cause, regia di J. Stuart Blackton (1919)
- Mama's Affair, regia di Victor Fleming (1921)
- Sure-Fire Flint, regia di Dell Henderson (1922)
- The Man Who Played God, regia di F. Harmon Weight (1922)
- Secrets of Paris, regia di Kenneth S. Webb (1922)
- The Tie That Binds, regia di Joseph Levering (1923)
- Jacqueline, or Blazing Barriers, regia di Dell Henderson (1923)
- Bright Lights of Broadway, regia di Webster Campbell (1923)
- Roulette, regia di S.E.V. Taylor (1924)
- Damaged Hearts, regia di T. Hayes Hunter (1924)
- The Side Show of Life, regia di Herbert Brenon (1924)
- Sinners in Heaven, regia di Alan Crosland (1924)
- Greater Than Marriage, regia di Victor Hugo Halperin (1924)
- Sinfonia tragica (Soul-Fire), regia di John S. Robertson (1925)
- Zingaresca (Sally of the Sawdust), regia di David W. Griffith (1925)
- Wandering Fires, regia di Maurice Campbell (1925)
- La casa degli eroi (The New Commandment), regia di Howard Higgin (1925)
- Pearl of Love, regia di Leon Danmun (1925)
- The Highbinders, regia di George Terwilliger (1926)
- Highlowbrow, regia di S. Jay Kaufman - cortometraggio (1929)
- Il sesso più astuto (The Wiser Sex), regia di Berthold Viertel, Victor Viertel (1932)